# Roentgênio
O roentgênio (português brasileiro) ou roentgénio (português europeu), inicialmente chamado de ununúnio (do latim um, um, um) e eka-ouro (semelhante ao ouro), é um elemento químico, símbolo Rg (anteriormente Uuu), número atômico 111 (111 prótons e 111 elétrons), com massa atómica [272] u, sendo um dos átomos mais pesados.

## Características principais
É um elemento sintético, transurânico e radioativo cujo único isótopo conhecido apresenta uma meia-vida de aproximadamente 15 milissegundos, decaindo em meitnério-268. Devido à sua presença no grupo 11 da tabela periódica, é um metal de transição, provavelmente metálico e sólido.

## História

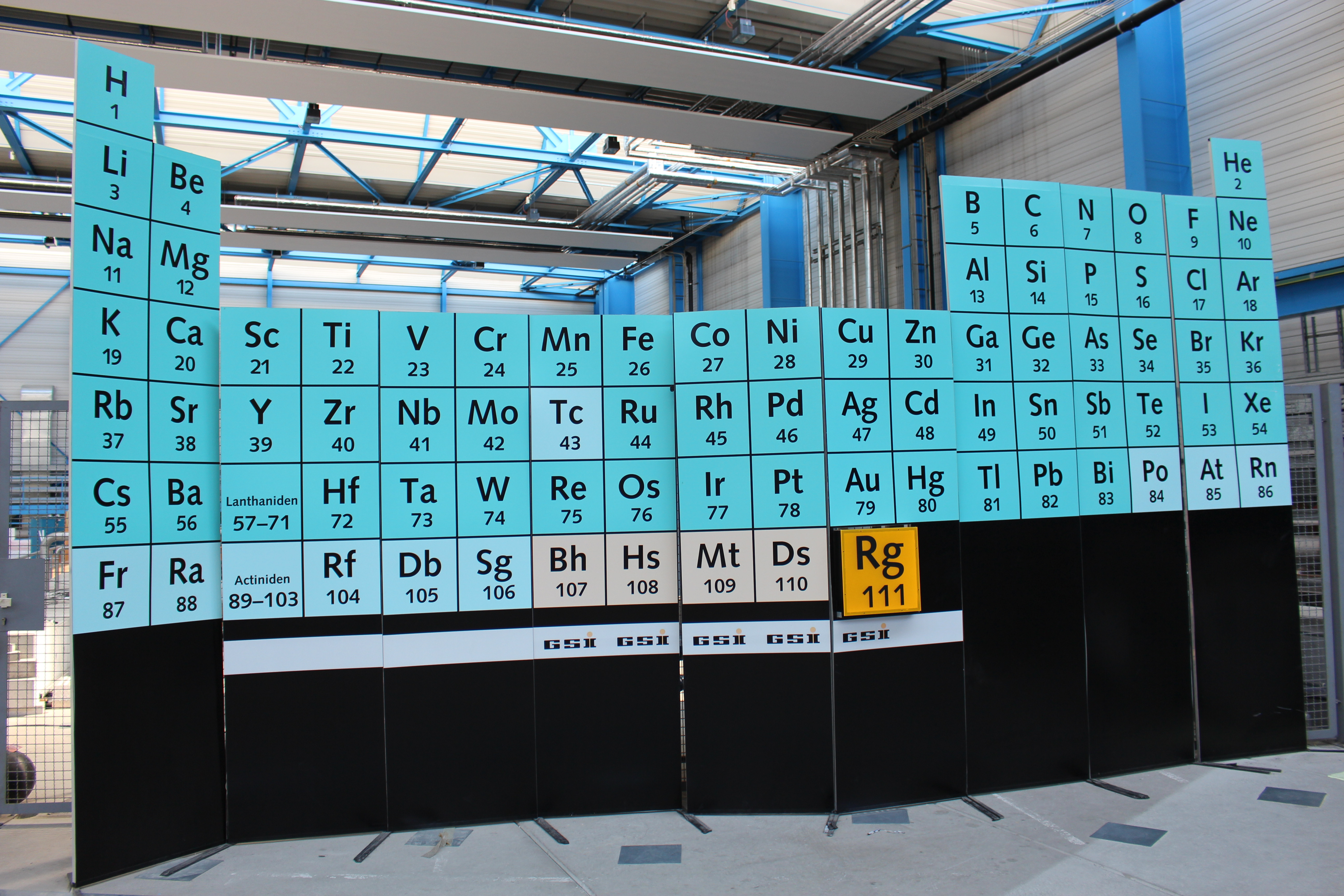
Roentgenium, GSI

O roentgênio foi sintetizado pela primeira vez em 8 de dezembro de 1994 no "Gesellschaft für Schwerionenforschung" (GSI) em Darmstadt, Alemanha, por uma equipe internacional liderada por Peter Armbruster e Sigurd Hofmann. Poucos átomos deste elemento foram criados (todos  272Rg) pela fusão do bismuto-209 com íons de níquel-64 em um acelerador de partículas linear (bombardeamento de bismuto com níquel).
O seu nome atual, roentgênio, foi aceite como permanente em 1 de novembro de 2004, em homenagem a Wilhelm Conrad Roentgen. Antes de receber este nome, o elemento era conhecido, sob as recomendações da IUPAC, por "ununúnio" com o símbolo "Uuu". Algumas pesquisas atribuíam-lhe o nome de "eka-ouro", pela sua semelhança com as características do ouro.
Apesar de não se encontrar presente na Natureza, este iria constituir um risco se assim estivesse, devido à sua emissão de radiação perigosa.

## Química
Ainda não foram sintetizados compostos contendo este elemento devido à sua meia-vida extremamente curta e falta de isótopos suficientemente estáveis para que as suas propriedades químicas sejam estudadas na prática. Tudo o que se conhece é inferido nas propriedades esperadas para o elemento, baseados nas propriedades periódicas e efeitos relativísticos.
O roentgênio é o nono membro da 7ª série de metais de transição. Uma vez que se demonstrou que o copernício (elemento 112) é um metal de transição, espera-se que todos os elementos de 104 a 112 formem uma quarta série de metais de transição. Os cálculos sobre os seus potenciais de ionização e radiações atômica e iônica são semelhantes aos de seu homólogo mais leve, o que implica que as propriedades básicas do Rg se assemelharão às dos outros elementos do grupo 11, nomeadamente cobre, prata e ouro. Contudo, também se prevê que apresente várias diferenças em relação aos seus homólogos mais leves.
O roentgênio é previsto para ser um metal nobre pouco reativo. Com base nos estados de oxidação mais estáveis dos elementos mais leves do grupo 1, presume-se que o Rg apresente os estados de oxidação estáveis +5, +3 e -1, e um estado menos estável que é o +1. Também se presume que o +3 seja o mais estável dos anteriormente mencionados. Espera-se que Roentgênio III tenha uma reatividade comparável à do ouro III, mas deve ser mais estável e capaz de formar uma maior variedade de compostos. O ouro também forma um estado -1 um pouco estável devido a efeitos relativistas, e o roentgênio também poderia fazê-lo: espera-se que a afinidade eletrônica do Rg esteja em torno de 1,6 eV (37 kcal/mol), significativamente menor que o valor do ouro de 2,3 eV (53 kcal / mol), pelo que as roentgenetos podem não ser estáveis ou mesmo impossíveis. Os orbitais 6d são desestabilizados por efeitos relativísticos e interações spin-órbita perto do final da quarta série de metal de transição, tornando assim o estado de oxidação elevado roentgênio +5 mais estável do que seu homólogo mais leve de ouro +5 (conhecido apenas em um composto, o pentafluoreto de ouro) devido ao fato que os elétrons 6d participam na ligação em maior extensão. As interações spin-órbita estabilizam os compostos moleculares de Rg com mais elétrons 6d de ligação; Por exemplo, RgF6- se espera que seja mais estável do que RgF4-, que se espera ser mais estável do que o RgF2-. Roentgênio com nox +1 pode ser muito difícil de obter.
A química provável do rontgênio tem recebido mais interesse do que os outros dois elementos anteriores, meitnério e darmstádio, pois os orbitais de valência do subnível dos elementos do grupo 11 são esperados para ser relativisticamente contraídos mais fortemente em Rg. Os cálculos do composto molecular RgH mostram que os efeitos relativistas dobram a força da ligação Rg-H, embora as interações spin-órbita também a enfraquecem em 0,7 eV (16 kcal/mol). Os compostos AuX e RgX, onde X = F, Cl, Br, O, também foram estudados. Rg+ é predito para ser o íon metálico que se comporta como o ácido de Lewis mais “macio” , mais do que Au+, embora haja um desacordo sobre se ele comportaria como um ácido ou uma base. Em solução aquosa, Rg+ formaria o ião aquoso [Rg(H2O)2]+ com uma distância de ligação Rg-O de 207,1 pm. Também espera-se que formem complexos Rg(I) com amoníaco, fosfina e sulfeto de hidrogênio.